# Francisco Toloza
Francisco Javier Toloza Fuentes (Cúcuta, 22 de octubre de 1978) es un politólogo, sociólogo, docente, político y activista social colombiano, integrante de la agrupación política Voces de Paz y Reconciliación. A lo largo de su trayectoria académica, y también como coordinador internacional del movimiento Marcha Patriótica, se ha convertido en un experto en temas de luchas sociales y organizaciones políticas de izquierda.
En enero de 2014, la Fiscalía de Colombia lo imputó por supuestos vínculos con la red urbana Antonio Nariño de las FARC-EP pero fue puesto en libertad tras más de 80 días de detención en el Pabellón de Alta Seguridad de la cárcel de La Picota, tiempo en el que no se le logró demostrar ningún vínculo con la guerrilla de las FARC-EP. En diciembre de 2016, fue elegido como uno de los seis integrantes de Voces de Paz y Reconciliación, una iniciativa ciudadana que tiene asiento en el Congreso de Colombia para acompañar la implementación del acuerdo de paz de las FARC-EP con el gobierno nacional.

## Trayectoria académica y activismo político
Tras desenvolverse como líder estudiantil y activista de la Asociación Nacional de Estudiantes de Secundaria (Andes) durante la primera mitad de la década del 1990 en Cúcuta, Toloza se radicó en Bogotá y en 1996 comenzó a estudiar Ciencia Política en la Universidad Nacional de Colombia. Allí, también se constituyó como un importante dirigente estudiantil y fundó la Asociación Colombiana de Estudiante Universitarios (ACEU) en 1998.
Graduado en 2003, luego realizó estudios de Especialización en Derecho Constitucional, completó un maestrado en Sociología también en la UNAL en 2008 y realizó un doctorado en Estudios Políticos en la Universidad Nacional de San Martín (UNSAM) de Argentina. En 2005, además, fundó la Federación de Estudiantes Universitarios (FEU).
Toloza ha sido profesor de las principales universidades colombianas en Historia y Teoría Política. En la Universidad Nacional y en la Universidad Autónoma de Colombia es reconocido, además, por sus cátedras relacionadas con la historia del conflicto armado en el país. Las materias que ha dado son las siguientes: Sistemas Políticos, Geopolítica, Introducción a las Ciencias Sociales, Economía Política Marxista e Izquierda en Colombia.
Su tesis de Maestría en Sociología en 2008 se tituló: “De la combinación a la interacción. Replanteamientos en la tesis de la combinación de todas las formas de lucha en el PCC y las FARC-EP”. En 2009, además, publicó un artículo titulado “¿Son las FARC-EP un actor político? Una Mirada desde tres clásicos de la Teoría Política”, en el libro: “FARC-EP Temas y Problemas Nacionales 1958-2008” que difundió el Grupo de Investigación en Seguridad y Defensa de la Universidad Nacional, coordinado por Alejo Vargas y Carlos Medina.
Toloza ha combinado siempre su actividad académica con su activismo social y político y, a lo largo de su trayectoria en este ámbito, se ha desempeñado como asesor y educador del Sindicato de Trabajadores de la Universidad Nacional, la Asociación Distrital de Educadores de Bogotá (ADE) y la Federación Sindical Mundial FSM Colombia. Además, fue parte del movimiento Colombianos y Colombianas por la Paz junto a Piedad Córdoba, de quien también fue su asesor.
En 2010, Toloza fue uno de los organizadores de una masiva movilización que se realizó el 20 de julio, día en que se conmemoraba el bicentenario del grito independentista de Colombia. Aquella marcha, en la que convergieron diferentes organizaciones sociales de todo el país manifestándose contra las políticas del entonces presidente Álvaro Uribe, desembocó luego en la creación del movimiento político y social Marcha Patriótica, del cual él fue uno de sus fundadores.

## Detención y campaña internacional por su liberación
El 4 de enero de 2014, mientras se encontraba en Cúcuta visitando a su familia, Toloza fue arrestado por el delito de rebelión agravada que le imputó la Fiscalía por supuestos vínculos con las FARC-EP. El académico era señalado de ser uno de los integrantes de la comisión internacional de la guerrilla y enlace con los movimientos Izquierda Unida de España y Batasuna, brazo político de ETA .
En ese momento, Toloza se desempeñaba como coordinador internacional de Marcha Patriótica y por eso, en el seno del movimiento, la repercusión por su detención fue muy grande, tanto como la campaña que comenzó para exigir su liberación. Desde círculos de izquierda, universitarios e intelectuales, en Colombia y también a nivel internacional, se inició un reclamo por la su “libertad inmediata” que alcanzó una importante repercusión.
Finalmente, el 28 de marzo de ese año, un juez de control de garantías le otorgó la libertad ya que el acusado llevaba más de 80 días en el Pabellón de Alta Seguridad en la cárcel La Picota, en Bogotá, sin que se haya formulado escrito de acusación en su contra, por lo que su defensa alegaba que se habían vencido los términos.

## Integrante de Voces de Paz y Reconciliación

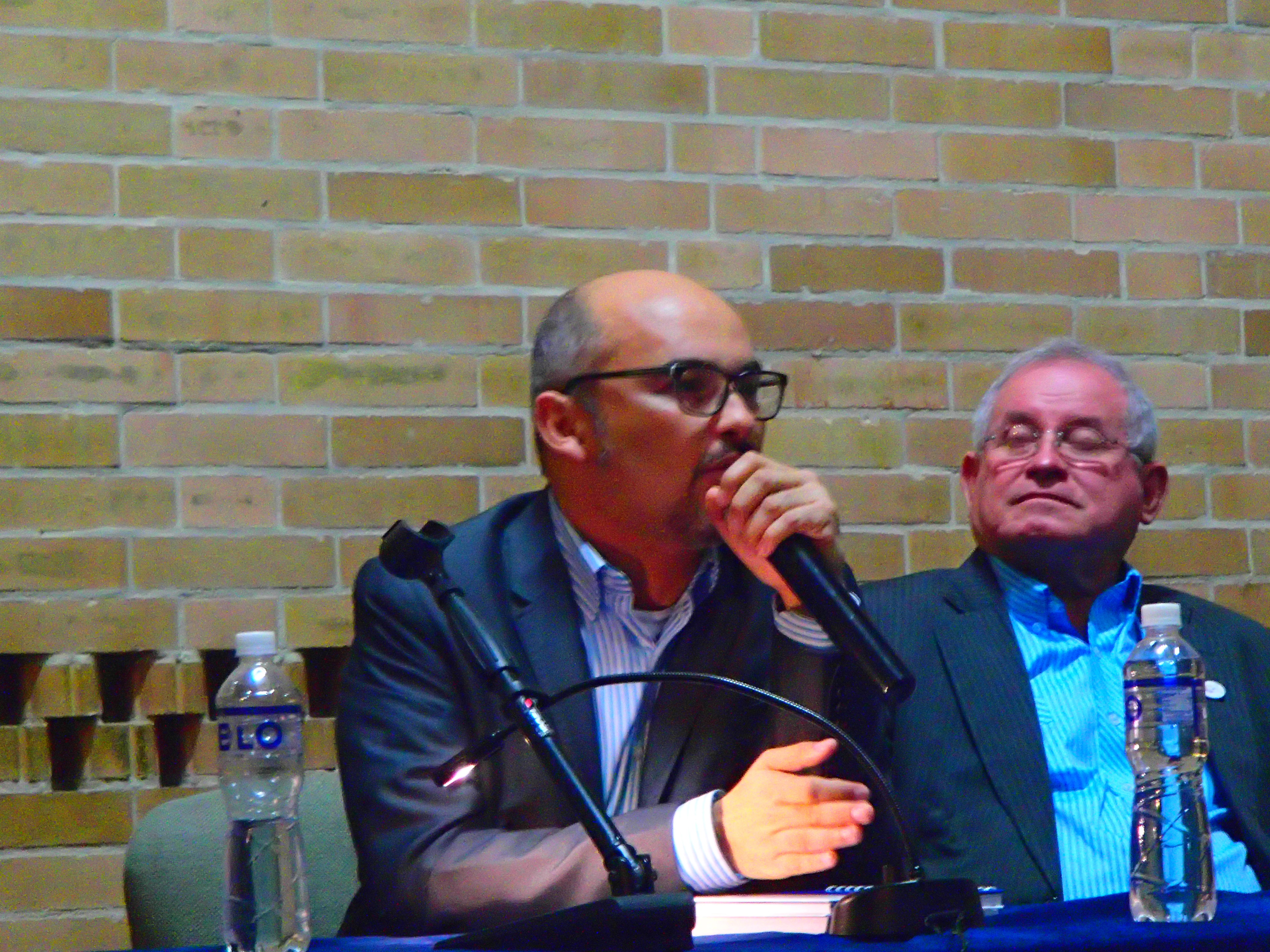
Francisco Toloza durante un foro de Paz en la Universidad Nacional de Colombia

El 24 de noviembre de 2016, el Comandante en Jefe de las FARC-EP, Rodrigo Londoño Echeverri, alias “Timochenko”, firmó, en nombre de la guerrilla, el Acuerdo Final de Paz con Juan Manuel Santos, presidente de Colombia, para culminar el conflicto bélico en Colombia. El punto tres del acuerdo, atinente a las “Garantías para el nuevo partido o movimiento político” de la guerrilla, generó las condiciones para el nacimiento de la agrupación Voces de Paz, que, según lo pactado, debía tener asiento en el Congreso para acompañar la implementación del acuerdo; junto a Jairo Rivera e Imelda Daza, Toloza fue elegido como representante de la organización en la Cámara Baja, con voz pero sin voto.
El 13 de febrero de 2017 caracterizó el acuerdo de la siguiente forma: “Hay un acuerdo de paz en Colombia porque fracasó la salida guerrerista (…) hubo una capacidad político-militar de las FARC, que no fueron derrotadas en el campo de batallas ni aniquiladas en el terreno político. Un sector del bloque hegemónico se convenció de la solución política porque había un interés de clase en ella”.